# Biaschina-Viadukt

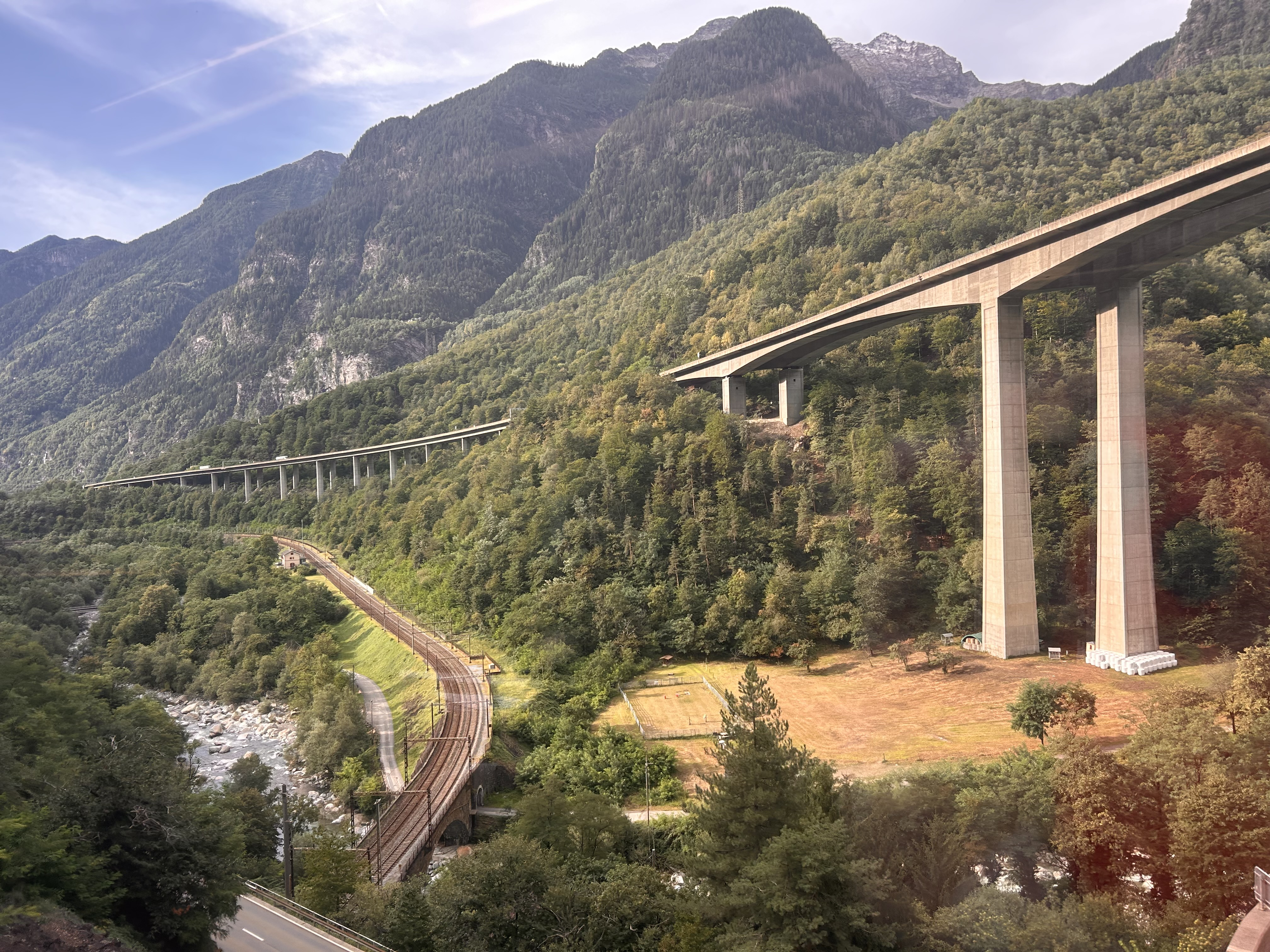
Biaschina-Viadukt und die Gleise der Gotthardbahn, Blick talabwärts.

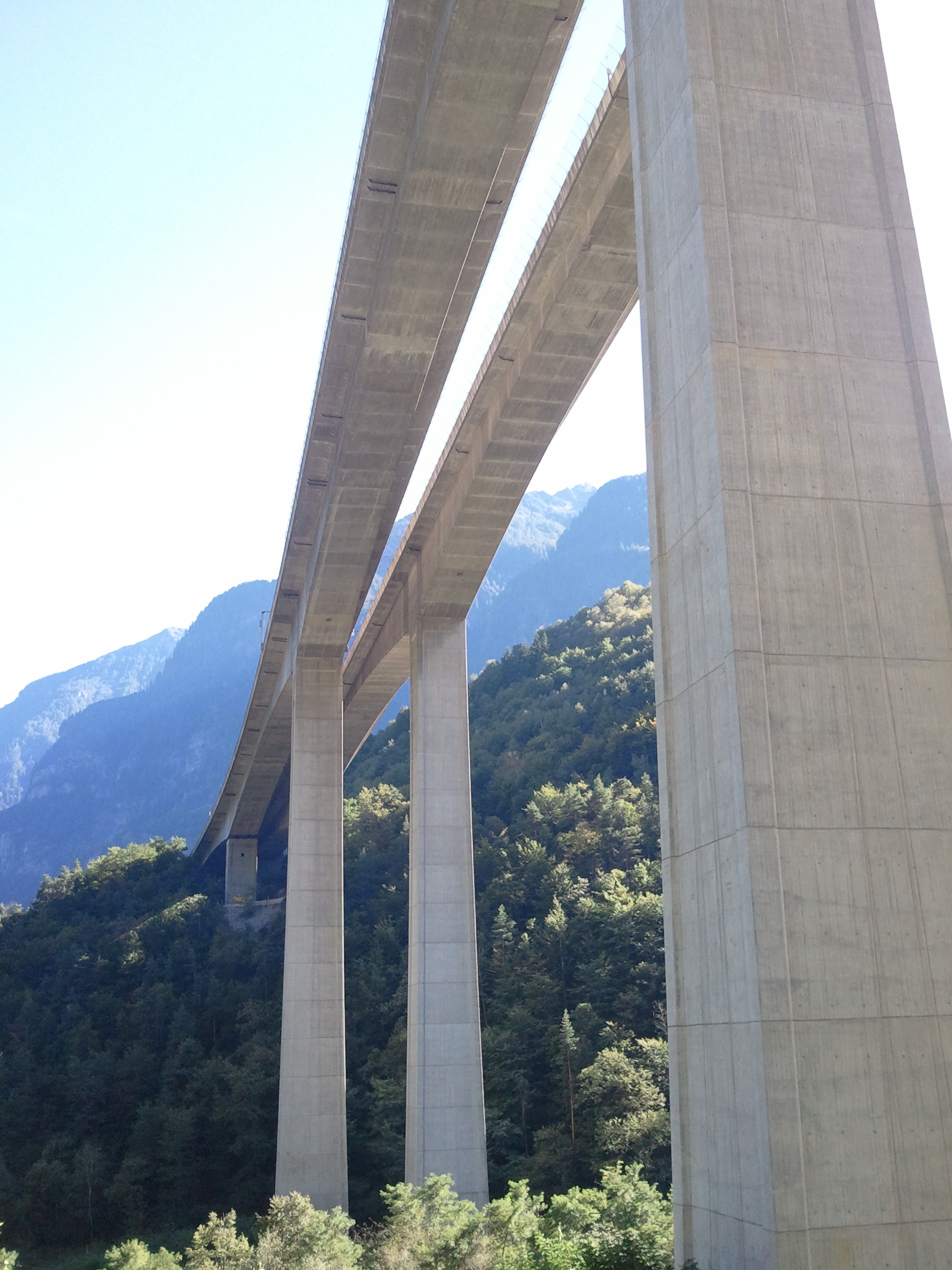
Pfeiler

Das Biaschina-Viadukt (italienisch viadotto della Biaschina) ist Bestandteil der Autobahn A2 bei Giornico im Kanton Tessin, Schweiz.
Das Viadukt liegt zwischen den Anschlüssen Faido und Giornico und überspannt die Biaschina-Schlucht mit dem Fluss Ticino nördlich von Giornico in der Media Leventina. Es verbindet das Hangviadukt San Pellegrino mit dem doppelröhrigen Biaschina-Tunnel. Das Viadukt ist mit 110 Meter über dem Talgrund nach dem Pont sur la Mentue das zweithöchste Brückenbauwerk der Schweizer Nationalstrassen.

## Zahlen und Fakten
- Bauzeit: 1979–1983
- Kosten (Voranschlag): 30 Mio. CHF (1979)
- Gesamtlänge: 645 m
- Breite: 12,15 + 13,90 m
- Höhe: 100 m
- Spannweiten talseitig: 58 – 85 – 140 – 160 – 140 – 62 m
- Spannweiten bergseitig: 78 – 140 – 160 – 140 – 62 m
- Pfeilerabmessungen: Fuss: 8,5 × 10 m / Kopf: 5,5 × 7 m
- Querschnittshöhen: Feld: 7,15 m / Stütze: 9,52 m
- Fahrzeuge pro Tag: ca. 20'000

Der Brückenquerschnitt ist ein gevouteter Hohlkasten und wurde aus Spannbeton im Freivorbau erstellt. Die Hohlkastenpfeiler sind aus Stahlbeton und haben einen radialen Anzug nach oben. Eine Pfeilergruppe hat eine Tieffundation mit 40 Pfählen Ø150 cm, während die anderen Pfeiler flach gegründet sind. Auf der Brücke gilt eine Tempobeschränkung auf 100 km/h.
So spektakulär das Viadukt von unten erscheinen mag, so unspektakulär ist die Überfahrt. Sie wird von den Reisenden kaum bemerkt und kann meistens nur an den schräg aufragenden Fangnetzen erkannt werden. Zugreisende auf der Gotthardlinie hingegen sehen den Viadukt gleich mehrmals, da die Züge in diesem Bereich durch mehrere Kehrtunnel (Biaschina-Schlaufen) fahren.